# Srŏk Bântéay Âmpĭl
Srŏk Bântéay Âmpĭl är ett distrikt i Kambodja.   Det ligger i provinsen Ŏtâr Méanchey, i den nordvästra delen av landet, 300 km nordväst om huvudstaden Phnom Penh. Antalet invånare är 27 075.